# Список глав правительства Люксембурга
Премье́р-мини́стр Вели́кого ге́рцогства Люксембу́рг (люкс. Premierminister vum Groussherzogtum Lëtzebuerg, фр. Premier ministre du Grand-duché de Luxembourg, обычно: премьер-министр) является политическим лидером Люксембурга и главой его правительства. Ранее, до 1857 года, пост главы люксембургского правительства назывался президент Совета генеральной администрации (фр. Présidents du conseil des administrateurs généraux), а с 1857 по 1989 годы — президент правительства (фр. président du gouvernement).
Премьер-министр не является руководителем в отношении иных членов кабинета, поскольку все они, в соответствии со статьей 79 Конституции, равны перед Великим герцогом, но выступает гарантом единства правительства. К его полномочиям относятся обеспечение координации работы между министерскими департаментами, институциональные отношения с великогерцогским двором и с Палатой депутатов (последнее — совместно с министром по связям с парламентом), организация выборов в национальный и Европейский парламент и референдумов. Своей подписью он скрепляет только относящиеся к его компетенции законодательные и исполнительные акты. Ряд государственных учреждений находятся в непосредственном подчинении премьер-министра (например, Государственная служба информации и печати, призванная информировать о деятельности государства заинтересованных лиц и СМИ), ряд других — в двойном подчинении с профильным министром (например, Центральный банк Люксембурга — в совместном ведении с министром финансов). Наконец, к его компетенции относятся общественные церемонии, государственные праздники и ордена, он представляет правительство на национальном, европейском и международном уровнях.

## Обзор
Великое герцогство Люксембург (люкс. Groussherzogtum Lëtzebuerg, фр. Grand-Duché de Luxembourg, нем. Großherzogtum Luxemburg) было создано в 1815 году решением Венского конгресса, его престол был передан в личное владение короля Нидерландов Виллема I. В 1830 году в результате бельгийской революции две трети исторического Люксембурга отошло к созданному королевству Бельгия, а независимость великого герцогства в новых границах, с сохранением его личной унии с королевством Нидерландов, была подтверждена Лондонским договором 1839 года.
12 октября 1841 года ордонансом великого герцога Виллема II была объявлена национальная конституция, вступившая в силу 1 января 1842 года. Следствием «весны народов» 1848 года, затронувшей Люксембург, стал созыв конституционной ассамблеи. Решения ассамблеи по реформированию конституции, принятые 23 июня 1848 года, были утверждены великим герцогом 10 июля и вступили в силу 1 августа. В тот же день начал работу Совет генеральной администрации (фр. Conseil des administrateurs généraux) во главе с де ла Фонтеном, занимавшим пост губернатора Люксембурга с 21 декабря 1841 года. После избрания 28 сентября 1848 года Палаты депутатов он передал власть поддержанному ею правительству во главе с Жан-Жаком Вильмаром.
Великий герцог Виллем III своим ордонансом от 27 ноября 1856 года утвердил новую конституцию, согласно которой с 29 ноября 1857 года пост главы правительства стал именоваться «президент правительства» (фр. président du gouvernement). 17 октября 1868 года была обнародована действующая конституция (многократно изменявшаяся и дополнявшаяся).
В 1890 году, в связи с тем, что Вильгельмина (королева Нидерландов), унаследовав престол от отца Виллема III, не имела в силу салического закона права наследования в Люксембурге, великогерцогская корона согласно Семейного пакта Нассау от 1783 года была передана представителю другой ветви Нассауского дома, титулярному герцогу Нассау Адольфу, чем была прекращена личная уния Люксембурга и Нидерландов. В 1907 году салическое право в Люксембурге было отменено.
Страна была занята германской армией 2 августа 1914 года, но оккупационный режим, ограничиваясь военным контролем, не препятствовал ни работе правительства, придерживавшегося нейтралитета, ни политической жизни. В первые годы XX века в процессе формализации идеологических альянсов в Люксембурге были сформированы политические партии (например, Либеральная лига, являвшаяся до 1915 года опорой кабинетов Поля Эйшена, была основана в 1904 году), но министры не являлись их членами до 1918 года, когда на партийной основе была выбрана Конституционная ассамблея, которая 15 мая 1919 года внесла в конституцию изменения, установившие всеобщее избирательное право, обязательное голосование и пропорциональное партийное представительство, а также упразднившие суверенитет монарха и провозгласившие сувереном народ (как следствие, парламент приобрёл право ратификации договоров).
11 ноября 1918 года было подписано Компьенское перемирие о прекращении военных действий в Первой мировой войне; непопулярная ввиду прогерманской ориентации великая герцогиня Мария-Аделаида отреклась от престола 9 января 1919 года. На следующий день республикански настроенные члены Палаты депутатов организовали Комитет общественного спасения под председательством Эмиля Серве, однако из-за возникших внутри Комитета разногласий республика не была провозглашена. В тот же день в ситуацию вмешались занимавшие страну французские войска, разогнавшие митинги и собрания, а 11 января 1919 года занявшие парламент и распустившие Комитет. 16 января 1919 года на престол взошла великая герцогиня Шарлотта. 4 мая 1919 года на референдуме её право на престол было подтверждено, а провозглашение республики не поддержано.
В период оккупации Люксембурга Третьим рейхом великая герцогиня Шарлотта и правительство, возглавляемое Пьером Дюпоном, укрылись в Лондоне, где находились с 10 мая 1940 года по 23 сентября 1944 года. В созданной Области гражданского управления Люксембург (нем. CdZ-Gebiet Luxemburg) действовала немецкая гражданская администрация. Лондонское правительство в изгнании обладало международным признанием; вскоре после возвращения в страну оно было преобразовано в «правительство освобождения», включив в себя представителей Люксембургского Сопротивления, а после проведения первых послевоенных выборов было заменено «правительством национального союза», включившим представителей всех парламентских партий.
24 февраля 1984 года был принят закон о языке, закрепивший статус национального за люксембургским языком.
С 14 июля 1989 года должность руководителя правительства получила наименование «премьер-министр Люксембурга».

## Список глав правительства Люксембурга
Применённая в первом столбце таблицы нумерация является условной. Также условным является использование в первом столбце цветовой заливки, служащей для упрощения восприятия принадлежности лиц к различным политическим силам без необходимости обращения к столбцу, отражающему партийную принадлежность. В случае, когда глава правительства получил повторные полномочия последовательно за первоначальными, раздельно отражается каждый срок полномочий. В столбце «Выборы» отражены состоявшиеся выборные процедуры, сформировавшие состав Палаты депутатов, утвердивший состав правительства или поддержавший его. Наряду с партийной принадлежностью, в столбце «Партия» также отражён внепартийный (независимый) статус персоналий.
| | Портрет                                                                                             | Имя (годы жизни)                                                                                    | Полномочия | Полномочия                                                                                          | Партия | Выборы                                                                                              | Кабинет                                                                                             | Пр.                                                                                                 |
| Начало                                                                                              | Портрет                                                                                             | Имя (годы жизни)                                                                                    | Окончание | | Партия | Выборы                                                                                              | Кабинет                                                                                             | Пр.                                                                                                 |
| президент совета генеральной администрации (фр. Présidents du conseil des administrateurs généraux) | президент совета генеральной администрации (фр. Présidents du conseil des administrateurs généraux) | президент совета генеральной администрации (фр. Présidents du conseil des administrateurs généraux) | президент совета генеральной администрации (фр. Présidents du conseil des administrateurs généraux)                                                                                  | президент совета генеральной администрации (фр. Présidents du conseil des administrateurs généraux) | президент совета генеральной администрации (фр. Présidents du conseil des administrateurs généraux)                      | президент совета генеральной администрации (фр. Présidents du conseil des administrateurs généraux) | президент совета генеральной администрации (фр. Présidents du conseil des administrateurs généraux) | президент совета генеральной администрации (фр. Présidents du conseil des administrateurs généraux) |
| --------------------------------------------------------------------------------------------------- | --------------------------------------------------------------------------------------------------- | --------------------------------------------------------------------------------------------------- | --- | --------------------------------------------------------------------------------------------------- | --- | --------------------------------------------------------------------------------------------------- | --------------------------------------------------------------------------------------------------- | --------------------------------------------------------------------------------------------------- |
| 1                                                                                                   | | Гаспар-Теодор-Иньяс де ла Фонтен (1787—1871) фр. Gaspard-Théodore-Ignace de la Fontaine             | 1 августа 1848 | 6 декабря 1848                                                                                      | независимый | | Фонтен                                                                                              | [ 7 ]                                                                                               |
| 2                                                                                                   | | Жан-Жак-Мадлен Вильмар (1792—1866) фр. Jean-Jacques Madeleine Willmar                               | 6 декабря 1848 | 23 сентября 1853                                                                                    | независимый | 1848                                                                                                | Вильмар                                                                                             | [ 8 ]                                                                                               |
| 3 (I—IV)                                                                                            | | Шарль-Матиас Симонс (1802—1872) фр. Charles-Mathias Simons                                          | 23 сентября 1853 | 23 сентября 1854                                                                                    | независимый | | Симонс                                                                                              | [ 21 ]                                                                                              |
| 3 (I—IV)                                                                                            | 23 сентября 1854                                                                                    | Шарль-Матиас Симонс (1802—1872) фр. Charles-Mathias Simons                                          | 24 мая 1856 | | независимый | | Симонс                                                                                              | [ 21 ]                                                                                              |
| 3 (I—IV)                                                                                            | 24 мая 1856                                                                                         | Шарль-Матиас Симонс (1802—1872) фр. Charles-Mathias Simons                                          | 2 июня 1857 | | независимый | | Симонс                                                                                              | [ 21 ]                                                                                              |
| 3 (I—IV)                                                                                            | 2 июня 1857                                                                                         | Шарль-Матиас Симонс (1802—1872) фр. Charles-Mathias Simons                                          | 29 ноября 1857 | | независимый | | Симонс                                                                                              | [ 21 ]                                                                                              |
| президент правительства (фр. président du gouvernement)                                             | | | | | | | | |
| 3 (V—VIII)                                                                                          | | Шарль-Матиас Симонс (1802—1872) фр. Charles-Mathias Simons                                          | 29 ноября 1857 | 12 ноября 1858                                                                                      | независимый | | Симонс                                                                                              | [ 21 ]                                                                                              |
| 3 (V—VIII)                                                                                          | 12 ноября 1858                                                                                      | Шарль-Матиас Симонс (1802—1872) фр. Charles-Mathias Simons                                          | 23 июня 1859 | | независимый | | Симонс                                                                                              | [ 21 ]                                                                                              |
| 3 (V—VIII)                                                                                          | 23 июня 1859                                                                                        | Шарль-Матиас Симонс (1802—1872) фр. Charles-Mathias Simons                                          | 15 июля 1859 | | независимый | | Симонс                                                                                              | [ 21 ]                                                                                              |
| 3 (V—VIII)                                                                                          | 15 июля 1859                                                                                        | Шарль-Матиас Симонс (1802—1872) фр. Charles-Mathias Simons                                          | 26 сентября 1860 | | независимый | | Симонс                                                                                              | [ 21 ]                                                                                              |
| 4 (I—VII)                                                                                           | | барон Виктор де Торнако (1805—1875) фр. Victor de Tornaco                                           | 26 сентября 1860 | 9 сентября 1863                                                                                     | независимый | де Торнако                                                                                          | [ 22 ]                                                                                              | |
| 4 (I—VII)                                                                                           | 9 сентября 1863                                                                                     | барон Виктор де Торнако (1805—1875) фр. Victor de Tornaco                                           | 31 марта 1864 | | независимый | де Торнако                                                                                          | [ 22 ]                                                                                              | |
| 4 (I—VII)                                                                                           | 31 марта 1864                                                                                       | барон Виктор де Торнако (1805—1875) фр. Victor de Tornaco                                           | 26 января 1866 | | независимый | де Торнако                                                                                          | [ 22 ]                                                                                              | |
| 4 (I—VII)                                                                                           | 26 января 1866                                                                                      | барон Виктор де Торнако (1805—1875) фр. Victor de Tornaco                                           | 3 декабря 1866 | | независимый | де Торнако                                                                                          | [ 22 ]                                                                                              | |
| 4 (I—VII)                                                                                           | 3 декабря 1866                                                                                      | барон Виктор де Торнако (1805—1875) фр. Victor de Tornaco                                           | 14 декабря 1866 | | независимый | де Торнако                                                                                          | [ 22 ]                                                                                              | |
| 4 (I—VII)                                                                                           | 3 декабря 1866                                                                                      | барон Виктор де Торнако (1805—1875) фр. Victor de Tornaco                                           | 18 июня 1867 | | независимый | де Торнако                                                                                          | [ 22 ]                                                                                              | |
| 4 (I—VII)                                                                                           | 18 июня 1867                                                                                        | барон Виктор де Торнако (1805—1875) фр. Victor de Tornaco                                           | 3 декабря 1867 | | независимый | де Торнако                                                                                          | [ 22 ]                                                                                              | |
| 5 (I—V)                                                                                             | | Ламбер-Жозеф-Эмманюэль Серве (1811—1890) фр. Lambert Joseph Emmanuel Servais                        | 3 декабря 1867 | 30 сентября 1869                                                                                    | независимый | Серве                                                                                               | [ 23 ]                                                                                              | |
| 5 (I—V)                                                                                             | 30 сентября 1869                                                                                    | Ламбер-Жозеф-Эмманюэль Серве (1811—1890) фр. Lambert Joseph Emmanuel Servais                        | 12 октября 1869 | | независимый | Серве                                                                                               | [ 23 ]                                                                                              | |
| 5 (I—V)                                                                                             | 12 октября 1869                                                                                     | Ламбер-Жозеф-Эмманюэль Серве (1811—1890) фр. Lambert Joseph Emmanuel Servais                        | 7 февраля 1870 | | независимый | Серве                                                                                               | [ 23 ]                                                                                              | |
| 5 (I—V)                                                                                             | 7 февраля 1870                                                                                      | Ламбер-Жозеф-Эмманюэль Серве (1811—1890) фр. Lambert Joseph Emmanuel Servais                        | 25 мая 1873 | | независимый | Серве                                                                                               | [ 23 ]                                                                                              | |
| 5 (I—V)                                                                                             | 25 мая 1873                                                                                         | Ламбер-Жозеф-Эмманюэль Серве (1811—1890) фр. Lambert Joseph Emmanuel Servais                        | 26 декабря 1874 | | независимый | Серве                                                                                               | [ 23 ]                                                                                              | |
| 6 (I—VI)                                                                                            | | барон Феликс де Блохаузен (1834—1915) фр. Félix de Blochausen                                       | 26 декабря 1874 | 26 апреля 1875                                                                                      | независимый | де Блохаузен                                                                                        | [ 24 ]                                                                                              | |
| 6 (I—VI)                                                                                            | 26 апреля 1875                                                                                      | барон Феликс де Блохаузен (1834—1915) фр. Félix de Blochausen                                       | 8 июля 1876 | | независимый | де Блохаузен                                                                                        | [ 24 ]                                                                                              | |
| 6 (I—VI)                                                                                            | 8 июля 1876                                                                                         | барон Феликс де Блохаузен (1834—1915) фр. Félix de Blochausen                                       | 6 августа 1878 | | независимый | де Блохаузен                                                                                        | [ 24 ]                                                                                              | |
| 6 (I—VI)                                                                                            | 6 августа 1878                                                                                      | барон Феликс де Блохаузен (1834—1915) фр. Félix de Blochausen                                       | 21 сентября 1882 | | независимый | де Блохаузен                                                                                        | [ 24 ]                                                                                              | |
| 6 (I—VI)                                                                                            | 21 сентября 1882                                                                                    | барон Феликс де Блохаузен (1834—1915) фр. Félix de Blochausen                                       | 12 октября 1882 | | независимый | де Блохаузен                                                                                        | [ 24 ]                                                                                              | |
| 6 (I—VI)                                                                                            | 12 октября 1882                                                                                     | барон Феликс де Блохаузен (1834—1915) фр. Félix de Blochausen                                       | 20 февраля 1885 | | независимый | де Блохаузен                                                                                        | [ 24 ]                                                                                              | |
| 7                                                                                                   | | Жюль-Жорж-Эдуар Тильже (1817—1904) фр. Jules Georges Édouard Thilges                                | 20 февраля 1885 | 22 сентября 1888                                                                                    | независимый | Тильже                                                                                              | [ 25 ]                                                                                              | |
| 8 (I—VI)                                                                                            | | Поль Эйшен (1841—1915) фр. Paul Eyschen                                                             | 22 сентября 1888 | 26 октября 1892                                                                                     | независимый | Эйшен                                                                                               | [ 12 ]                                                                                              | |
| 8 (I—VI)                                                                                            | 26 октября 1892                                                                                     | Поль Эйшен (1841—1915) фр. Paul Eyschen                                                             | 23 июня 1896 | | независимый | Эйшен                                                                                               | [ 12 ]                                                                                              | |
| 8 (I—VI)                                                                                            | 23 июня 1896                                                                                        | Поль Эйшен (1841—1915) фр. Paul Eyschen                                                             | 25 октября 1905 | | независимый | Эйшен                                                                                               | [ 12 ]                                                                                              | |
| 8 (I—VI)                                                                                            | 25 октября 1905                                                                                     | Поль Эйшен (1841—1915) фр. Paul Eyschen                                                             | 9 января 1910 | | независимый | Эйшен                                                                                               | [ 12 ]                                                                                              | |
| 8 (I—VI)                                                                                            | 9 января 1910                                                                                       | Поль Эйшен (1841—1915) фр. Paul Eyschen                                                             | 3 марта 1915 | | независимый | Эйшен                                                                                               | [ 12 ]                                                                                              | |
| 8 (I—VI)                                                                                            | 3 марта 1915                                                                                        | Поль Эйшен (1841—1915) фр. Paul Eyschen                                                             | 11 октября 1915 | | независимый | Эйшен                                                                                               | [ 12 ]                                                                                              | |
| и. о.                                                                                               | | Матиас Монжена (1843—1926) фр. Mathias Mongenast                                                    | 11 октября 1915 | 6 ноября 1915                                                                                       | независимый | Монжена                                                                                             | [ 26 ]                                                                                              | |
| 9                                                                                                   | | Юбер Лутш (1878—1946) фр. Hubert Loutsch                                                            | 6 ноября 1915 | 24 февраля 1916                                                                                     | независимый | Лутш                                                                                                | [ 27 ]                                                                                              | |
| 9                                                                                                   | 1915                                                                                                | Юбер Лутш (1878—1946) фр. Hubert Loutsch                                                            | 6 ноября 1915 | 24 февраля 1916                                                                                     | независимый | Лутш                                                                                                | [ 27 ]                                                                                              | |
| 10                                                                                                  | | Виктор Торн (1844—1930) фр. Victor Thorn                                                            | 24 февраля 1916 | 19 июня 1917                                                                                        | Правительство Национального союза (члены кабинета представляли Либеральную лигу, Партию права и Социалистическую партию) | Торн                                                                                                | [ 28 ]                                                                                              | |
| 11                                                                                                  | | Леон-Мишель Кауффман (1869—1952) фр. Léon Michel Kauffman                                           | 19 июня 1917 | 28 сентября 1918                                                                                    | независимый | Кауффман                                                                                            | [ 29 ]                                                                                              | |
| 12 (I—III)                                                                                          | | Эмиль Ройтер (1874—1973) фр. Émile Reuter                                                           | 28 сентября 1918 | 5 января 1920                                                                                       | Партия права в коалиции с Либеральной лигой                                                                              | 1918                                                                                                | Ройтер                                                                                              | [ 30 ]                                                                                              |
| 12 (I—III)                                                                                          | 5 января 1920                                                                                       | Эмиль Ройтер (1874—1973) фр. Émile Reuter                                                           | 15 апреля 1921 | 1919                                                                                                | Партия права в коалиции с Либеральной лигой                                                                              | | Ройтер                                                                                              | [ 30 ]                                                                                              |
| 12 (I—III)                                                                                          | 15 апреля 1921                                                                                      | Эмиль Ройтер (1874—1973) фр. Émile Reuter                                                           | 20 марта 1925 | 1919                                                                                                | Партия права | | Ройтер                                                                                              | [ 30 ]                                                                                              |
| 12 (I—III)                                                                                          | 15 апреля 1921                                                                                      | Эмиль Ройтер (1874—1973) фр. Émile Reuter                                                           | 20 марта 1925 | 1922                                                                                                | Партия права | | Ройтер                                                                                              | [ 30 ]                                                                                              |
| 13                                                                                                  | | Пьер Прюм (1886—1950) фр. Pierre Prüm                                                               | 20 марта 1925 | 16 июля 1926                                                                                        | Независимая национальная партия в коалиции с Радикальной социалистической партией                                        | 1925                                                                                                | Прюм                                                                                                | [ 31 ]                                                                                              |
| 14 (I—III)                                                                                          | | Жозеф Беш (1887—1975) фр. Joseph Bech                                                               | 16 июля 1926 | 11 апреля 1932                                                                                      | Партия права в коалиции со Списком левых                                                                                 | 1925                                                                                                | Беш                                                                                                 | [ 32 ]                                                                                              |
| 14 (I—III)                                                                                          | 1928                                                                                                | Жозеф Беш (1887—1975) фр. Joseph Bech                                                               | 16 июля 1926 | 11 апреля 1932                                                                                      | Партия права в коалиции со Списком левых                                                                                 | | Беш                                                                                                 | [ 32 ]                                                                                              |
| 14 (I—III)                                                                                          | 1931                                                                                                | Жозеф Беш (1887—1975) фр. Joseph Bech                                                               | 16 июля 1926 | 11 апреля 1932                                                                                      | Партия права в коалиции со Списком левых                                                                                 | | Беш                                                                                                 | [ 32 ]                                                                                              |
| 14 (I—III)                                                                                          | 11 апреля 1932                                                                                      | Жозеф Беш (1887—1975) фр. Joseph Bech                                                               | 27 декабря 1936 | Партия права в коалиции с Радикальной либеральной партией                                           | | | Беш                                                                                                 | [ 32 ]                                                                                              |
| 14 (I—III)                                                                                          | 11 апреля 1932                                                                                      | Жозеф Беш (1887—1975) фр. Joseph Bech                                                               | 27 декабря 1936 | Партия права в коалиции с Радикальной либеральной партией                                           | 1934 | | Беш                                                                                                 | [ 32 ]                                                                                              |
| 14 (I—III)                                                                                          | 27 декабря 1936                                                                                     | Жозеф Беш (1887—1975) фр. Joseph Bech                                                               | 5 ноября 1937 | Партия права в коалиции с Радикальной либеральной партией                                           | 1937 | | Беш                                                                                                 | [ 32 ]                                                                                              |
| 15 (I—XII)                                                                                          | | Пьер Дюпон (1885—1953) фр. Pierre Dupong                                                            | 5 ноября 1937 | 7 февраля 1938                                                                                      | 1937 | Партия права в коалиции с Радикальной либеральной партией и Люксембургской рабочей партией          | Дюпон / Крье                                                                                        | [ 33 ]                                                                                              |
| 15 (I—XII)                                                                                          | 7 февраля 1938                                                                                      | Пьер Дюпон (1885—1953) фр. Pierre Dupong                                                            | 6 апреля 1940 | Партия права в коалиции с Люксембургской рабочей партией                                            | 1937 | | Дюпон / Крье                                                                                        | [ 33 ]                                                                                              |
| 15 (I—XII)                                                                                          | 6 апреля 1940                                                                                       | Пьер Дюпон (1885—1953) фр. Pierre Dupong                                                            | 10 мая 1940 | Партия права в коалиции с Люксембургской рабочей партией                                            | 1937 | | Дюпон / Крье                                                                                        | [ 33 ]                                                                                              |
| 15 (I—XII)                                                                                          | 10 мая 1940                                                                                         | Пьер Дюпон (1885—1953) фр. Pierre Dupong                                                            | 23 ноября 1944 | Партия права в коалиции с Люксембургской рабочей партией                                            | 1937 | Правительство в изгнании                                                                            | [ 16 ]                                                                                              | |
| | 23 ноября 1944                                                                                      | Пьер Дюпон (1885—1953) фр. Pierre Dupong                                                            | 23 февраля 1945 | Христианско-социальная народная партия в коалиции с Люксембургской социалистической рабочей партией | 1937 | Правительства освобождения                                                                          | [ 17 ]                                                                                              | |
| 23 февраля 1945                                                                                     | 21 апреля 1945                                                                                      | Пьер Дюпон (1885—1953) фр. Pierre Dupong                                                            | | Христианско-социальная народная партия в коалиции с Люксембургской социалистической рабочей партией | 1937 | Правительства освобождения                                                                          | [ 17 ]                                                                                              | |
| 21 апреля 1945                                                                                      | 14 ноября 1945                                                                                      | Пьер Дюпон (1885—1953) фр. Pierre Dupong                                                            | | Христианско-социальная народная партия в коалиции с Люксембургской социалистической рабочей партией | 1937 | Правительства освобождения                                                                          | [ 17 ]                                                                                              | |
| 14 ноября 1945                                                                                      | 24 августа 1946                                                                                     | Пьер Дюпон (1885—1953) фр. Pierre Dupong                                                            | Христианско-социальная народная партия в коалиции с Люксембургской социалистической рабочей партией, Патриотической и демократической группой и Коммунистической партией Люксембурга | 1945                                                                                                | Правительства Национального союза                                                                                        | [ 18 ]                                                                                              | | |
| 24 августа 1946                                                                                     | 1 марта 1947                                                                                        | Пьер Дюпон (1885—1953) фр. Pierre Dupong                                                            | Христианско-социальная народная партия в коалиции с Люксембургской социалистической рабочей партией, Патриотической и демократической группой и Коммунистической партией Люксембурга | 1945                                                                                                | Правительства Национального союза                                                                                        | [ 18 ]                                                                                              | | |
| 1 марта 1947                                                                                        | 14 июля 1948                                                                                        | Пьер Дюпон (1885—1953) фр. Pierre Dupong                                                            | Христианско-социальная народная партия в коалиции с Патриотической и демократической группой                                                                                         | 1945                                                                                                | Дюпон / Шос | [ 34 ]                                                                                              | | |
| 14 июля 1948                                                                                        | 3 июля 1951                                                                                         | Пьер Дюпон (1885—1953) фр. Pierre Dupong                                                            | Христианско-социальная народная партия в коалиции с Патриотической и демократической группой                                                                                         | 1948                                                                                                | Дюпон / Шос | [ 34 ]                                                                                              | | |
| 3 июля 1951                                                                                         | 23 декабря 1953                                                                                     | Пьер Дюпон (1885—1953) фр. Pierre Dupong                                                            | Христианско-социальная народная партия в коалиции с Люксембургской социалистической рабочей партией                                                                                  | 1951                                                                                                | Дюпон / Бодсон | [ 35 ]                                                                                              | | |
| и. о.                                                                                               | | Жозеф Беш (1887—1975) фр. Joseph Bech                                                               | Христианско-социальная народная партия в коалиции с Люксембургской социалистической рабочей партией                                                                                  | 1951                                                                                                | Дюпон / Бодсон | [ 35 ]                                                                                              | 23 декабря 1953                                                                                     | 29 декабря 1953                                                                                     |
| 14 (IV—V)                                                                                           | 29 декабря 1953                                                                                     | Жозеф Беш (1887—1975) фр. Joseph Bech                                                               | Христианско-социальная народная партия в коалиции с Люксембургской социалистической рабочей партией                                                                                  | 1951                                                                                                | 29 июня 1954 | Беш / Бодсон                                                                                        | [ 35 ]                                                                                              | |
| 14 (IV—V)                                                                                           | 29 июня 1954                                                                                        | Жозеф Беш (1887—1975) фр. Joseph Bech                                                               | Христианско-социальная народная партия в коалиции с Люксембургской социалистической рабочей партией                                                                                  | 29 марта 1958                                                                                       | 1954 | Беш / Бодсон                                                                                        | [ 35 ]                                                                                              | |
| 16                                                                                                  | | Пьер Фрьеден (1892—1959) фр. Pierre Frieden                                                         | Христианско-социальная народная партия в коалиции с Люксембургской социалистической рабочей партией                                                                                  | 29 марта 1958                                                                                       | 1954 | 23 февраля 1959                                                                                     | Фрьеден                                                                                             | [ 36 ]                                                                                              |
| и. о.                                                                                               | | Жозеф Беш (1887—1975) фр. Joseph Bech                                                               | Христианско-социальная народная партия в коалиции с Люксембургской социалистической рабочей партией                                                                                  | 23 февраля 1959                                                                                     | 2 марта 1959 | 1959                                                                                                | Фрьеден                                                                                             | [ 36 ]                                                                                              |
| 17 (I—VI)                                                                                           | | Пьер Вернер (1913—2002) фр. Pierre Werner                                                           | 2 марта 1959 | 15 июля 1964                                                                                        | Христианско-социальная народная партия в коалиции с Демократической партией                                              | 1959                                                                                                | Вернер / Шос (I)                                                                                    | [ 37 ]                                                                                              |
| 17 (I—VI)                                                                                           | 15 июля 1964                                                                                        | Пьер Вернер (1913—2002) фр. Pierre Werner                                                           | 3 января 1967 | Христианско-социальная народная партия в коалиции с Люксембургской социалистической рабочей партией | 1964 | Вернер / Крават                                                                                     | [ 38 ]                                                                                              | |
| 17 (I—VI)                                                                                           | 3 января 1967                                                                                       | Пьер Вернер (1913—2002) фр. Pierre Werner                                                           | 6 февраля 1969 | Христианско-социальная народная партия в коалиции с Люксембургской социалистической рабочей партией | 1964 | Вернер / Крават                                                                                     | [ 38 ]                                                                                              | |
| 17 (I—VI)                                                                                           | 6 февраля 1969                                                                                      | Пьер Вернер (1913—2002) фр. Pierre Werner                                                           | 5 июля 1971 | Христианско-социальная народная партия в коалиции с Демократической партией                         | 1968 | Вернер / Шос (II)                                                                                   | [ 39 ]                                                                                              | |
| 17 (I—VI)                                                                                           | 5 июля 1971                                                                                         | Пьер Вернер (1913—2002) фр. Pierre Werner                                                           | 19 сентября 1972 | Христианско-социальная народная партия в коалиции с Демократической партией                         | 1968 | Вернер / Шос (II)                                                                                   | [ 39 ]                                                                                              | |
| 17 (I—VI)                                                                                           | 19 сентября 1972                                                                                    | Пьер Вернер (1913—2002) фр. Pierre Werner                                                           | 15 июня 1974 | Христианско-социальная народная партия в коалиции с Демократической партией                         | 1968 | Вернер / Шос (II)                                                                                   | [ 39 ]                                                                                              | |
| 18 (I—III)                                                                                          | | Гастон Эгмон Торн (1928—2007) фр. Gaston Egmond Thorn                                               | 15 июня 1974 | 21 июля 1976                                                                                        | Демократическая партия в коалиции с Люксембургской социалистической рабочей партией                                      | 1974                                                                                                | Торн                                                                                                | [ 40 ]                                                                                              |
| 18 (I—III)                                                                                          | 21 июля 1976                                                                                        | Гастон Эгмон Торн (1928—2007) фр. Gaston Egmond Thorn                                               | 16 сентября 1977 | | Демократическая партия в коалиции с Люксембургской социалистической рабочей партией                                      | 1974                                                                                                | Торн                                                                                                | [ 40 ]                                                                                              |
| 18 (I—III)                                                                                          | 16 сентября 1977                                                                                    | Гастон Эгмон Торн (1928—2007) фр. Gaston Egmond Thorn                                               | 16 июля 1979 | | Демократическая партия в коалиции с Люксембургской социалистической рабочей партией                                      | 1974                                                                                                | Торн                                                                                                | [ 40 ]                                                                                              |
| 17 (VII—X)                                                                                          | | Пьер Вернер (1913—2002) фр. Pierre Werner                                                           | 16 июля 1979 | 3 марта 1980                                                                                        | Христианско-социальная народная партия в коалиции с Демократической партией                                              | 1979                                                                                                | Вернер                                                                                              | [ 41 ]                                                                                              |
| 17 (VII—X)                                                                                          | 3 марта 1980                                                                                        | Пьер Вернер (1913—2002) фр. Pierre Werner                                                           | 22 ноября 1980 | | Христианско-социальная народная партия в коалиции с Демократической партией                                              | 1979                                                                                                | Вернер                                                                                              | [ 41 ]                                                                                              |
| 17 (VII—X)                                                                                          | 22 ноября 1980                                                                                      | Пьер Вернер (1913—2002) фр. Pierre Werner                                                           | 21 декабря 1982 | | Христианско-социальная народная партия в коалиции с Демократической партией                                              | 1979                                                                                                | Вернер                                                                                              | [ 41 ]                                                                                              |
| 17 (VII—X)                                                                                          | 21 декабря 1982                                                                                     | Пьер Вернер (1913—2002) фр. Pierre Werner                                                           | 20 июля 1984 | | Христианско-социальная народная партия в коалиции с Демократической партией                                              | 1979                                                                                                | Вернер                                                                                              | [ 41 ]                                                                                              |
| 18 (I)                                                                                              | | Жак-Луи Сантер (1937—) фр. и люкс. Jacques Louis Santer                                             | 20 июля 1984 | 14 июля 1989                                                                                        | Христианско-социальная народная партия в коалиции с Люксембургской социалистической рабочей партией                      | 1984                                                                                                | Сантер / Поос (I)                                                                                   | [ 42 ]                                                                                              |
| премьер-министр (фр. Premier ministre, люкс. Premierminister)                                       | | | | | | | | |
| 18 (II—IV)                                                                                          | | Жак-Луи Сантер (1937—) фр. и люкс. Jacques Louis Santer                                             | 14 июля 1989 | 9 декабря 1992                                                                                      | Христианско-социальная народная партия в коалиции с Люксембургской социалистической рабочей партией                      | 1989                                                                                                | Сантер / Поос (II)                                                                                  | [ 43 ]                                                                                              |
| 18 (II—IV)                                                                                          | 9 декабря 1992                                                                                      | Жак-Луи Сантер (1937—) фр. и люкс. Jacques Louis Santer                                             | 13 июля 1994 | | Христианско-социальная народная партия в коалиции с Люксембургской социалистической рабочей партией                      | 1989                                                                                                | Сантер / Поос (II)                                                                                  | [ 43 ]                                                                                              |
| 18 (II—IV)                                                                                          | 13 июля 1994                                                                                        | Жак-Луи Сантер (1937—) фр. и люкс. Jacques Louis Santer                                             | 26 января 1995 | 1994                                                                                                | Христианско-социальная народная партия в коалиции с Люксембургской социалистической рабочей партией                      | Сантер / Поос (III)                                                                                 | [ 44 ]                                                                                              | |
| 19 (I—V)                                                                                            | | Жан-Клод Ю́нкер (1954—) фр. и люкс. Jean-Claude Juncker                                              | 26 января 1995 | 1994                                                                                                | Христианско-социальная народная партия в коалиции с Люксембургской социалистической рабочей партией                      | 4 февраля 1998                                                                                      | Юнкер / Поос                                                                                        | [ 45 ] [ 46 ]                                                                                       |
| 19 (I—V)                                                                                            | 4 февраля 1998                                                                                      | Жан-Клод Ю́нкер (1954—) фр. и люкс. Jean-Claude Juncker                                              | 7 августа 1999 | 1994                                                                                                | Христианско-социальная народная партия в коалиции с Люксембургской социалистической рабочей партией                      | [ 45 ] [ 47 ]                                                                                       | Юнкер / Поос                                                                                        | |
| 19 (I—V)                                                                                            | 7 августа 1999                                                                                      | Жан-Клод Ю́нкер (1954—) фр. и люкс. Jean-Claude Juncker                                              | 31 июля 2004 | Христианско-социальная народная партия в коалиции с Демократической партией                         | 1999 | Юнкер / Польфер                                                                                     | [ 45 ] [ 48 ]                                                                                       | |
| 19 (I—V)                                                                                            | 31 июля 2004                                                                                        | Жан-Клод Ю́нкер (1954—) фр. и люкс. Jean-Claude Juncker                                              | 23 июля 2009 | Христианско-социальная народная партия в коалиции с Люксембургской социалистической рабочей партией | 2004 | Юнкер / Ассельборн (I)                                                                              | [ 45 ] [ 49 ]                                                                                       | |
| 19 (I—V)                                                                                            | 23 июля 2009                                                                                        | Жан-Клод Ю́нкер (1954—) фр. и люкс. Jean-Claude Juncker                                              | 4 декабря 2013 | Христианско-социальная народная партия в коалиции с Люксембургской социалистической рабочей партией | 2009 | Юнкер / Ассельборн (II)                                                                             | [ 45 ] [ 50 ]                                                                                       | |
| 20 (I—II)                                                                                           | | Ксавье Беттель (1973—) фр. и люкс. Xavier Bettel                                                    | 4 декабря 2013 | 5 декабря 2018                                                                                      | Демократическая партия в коалиции с Люксембургской социалистической рабочей партией и Зелёными                           | 2013                                                                                                | Беттель (I)                                                                                         | [ 51 ] [ 52 ]                                                                                       |
| 20 (I—II)                                                                                           | 5 декабря 2018                                                                                      | Ксавье Беттель (1973—) фр. и люкс. Xavier Bettel                                                    | 17 ноября 2023 | 2018                                                                                                | Демократическая партия в коалиции с Люксембургской социалистической рабочей партией и Зелёными                           | Беттель (II)                                                                                        | | [ 51 ] [ 52 ]                                                                                       |
| 21                                                                                                  | | Люк Фриден (1963—) фр. и люкс. Luc Frieden                                                          | 17 ноября 2023 | действующий                                                                                         | Христианско-социальная народная партия в коалиции с Демократической партией                                              | 2023                                                                                                | Фриден                                                                                              | [ 53 ]                                                                                              |

## Диаграмма пребывания в должности
1 — президент совета генеральной администрации; 2 — президент правительства; 3 — премьер-министр